# Zabelia corymbosa
Zabelia corymbosa är en kaprifolväxtart som först beskrevs av Eduard August von Regel och Schmalh., och fick sitt nu gällande namn av Tomitaro Makino. Zabelia corymbosa ingår i släktet Zabelia och familjen kaprifolväxter. Inga underarter finns listade i Catalogue of Life.